# 札忽儿臣
札忽儿臣（?—?），又译札忽爾陳。大蒙古国亦乞列思部首领，孛秃之孙，锁儿哈之子。
札忽儿臣随从定宗贵由出讨蒲鲜万奴有功。太宗窝阔台命按赤台（成吉思汗弟合赤温之子）把女儿也孫真公主嫁给他。札忽儿臣去世后，赠推诚靖宣佐运赞治功臣、太师、开府仪同三司、驸马都尉、上柱国，袭封昌王，谥忠靖。札忽儿臣有三子：月列台、忽怜、瑣郎哈。